# 圣乌苏拉圣殿

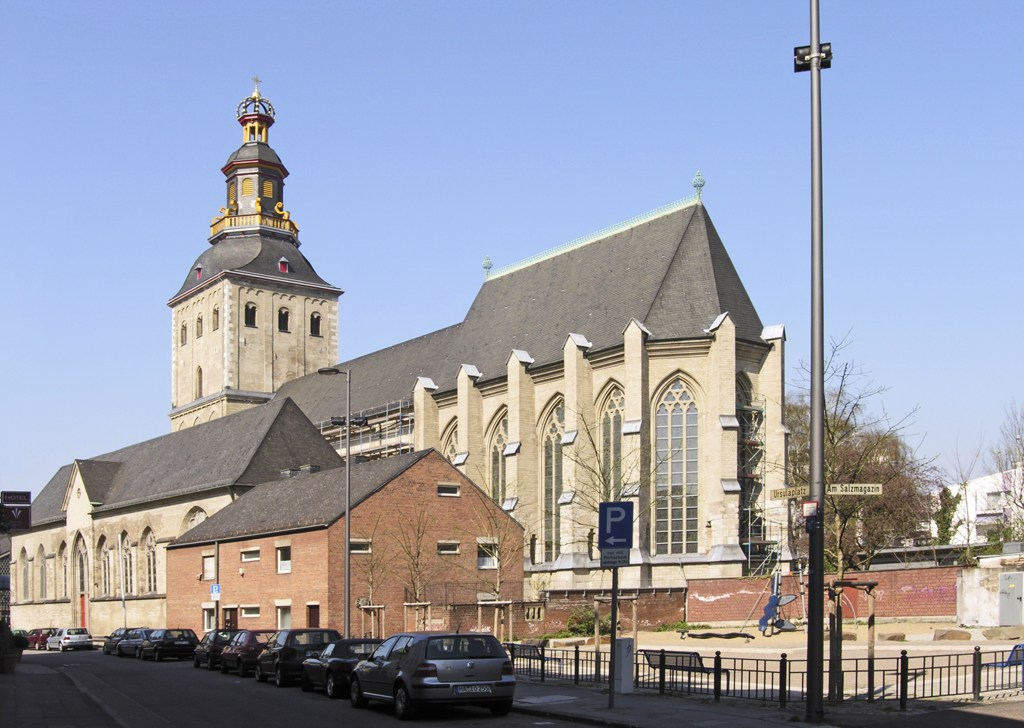
东侧

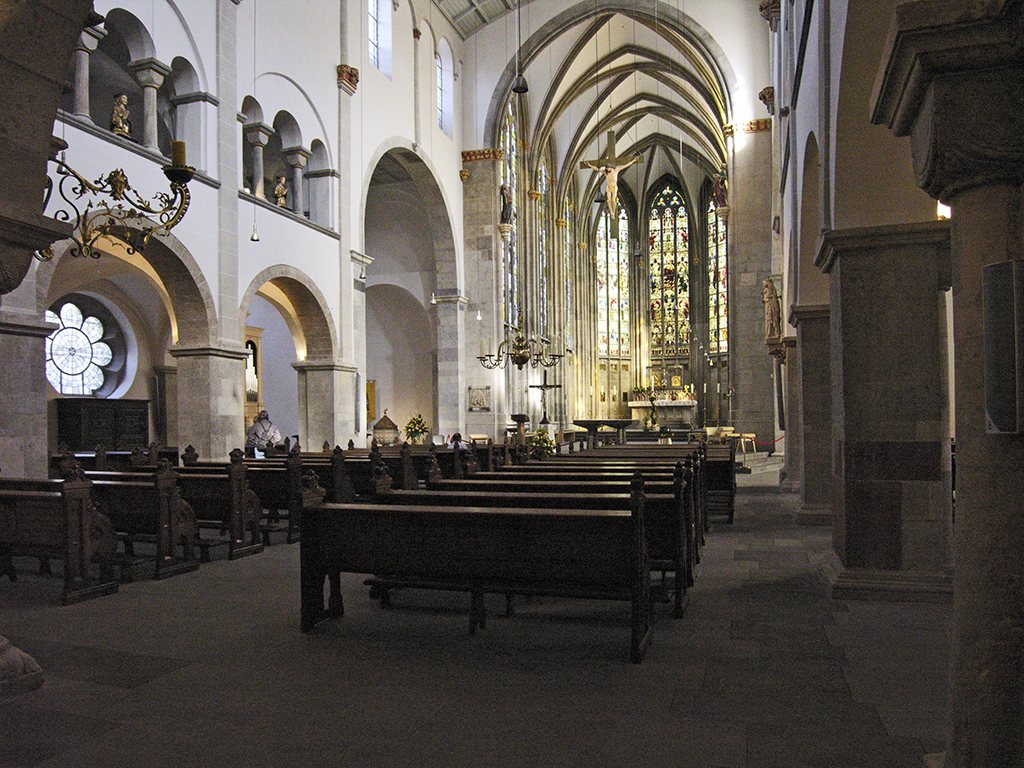
内部

圣乌苏拉圣殿（St. Ursula）位于德国科隆，兴建在古罗马墓地废墟上；据说有与聖烏蘇拉有关的11,000名处女埋葬在那里。该堂有一个令人印象深刻的圣物箱，用该墓地的尸骨制成。它是科隆12座罗曼式教堂之一，1920年6月25日指定为宗座圣殿。

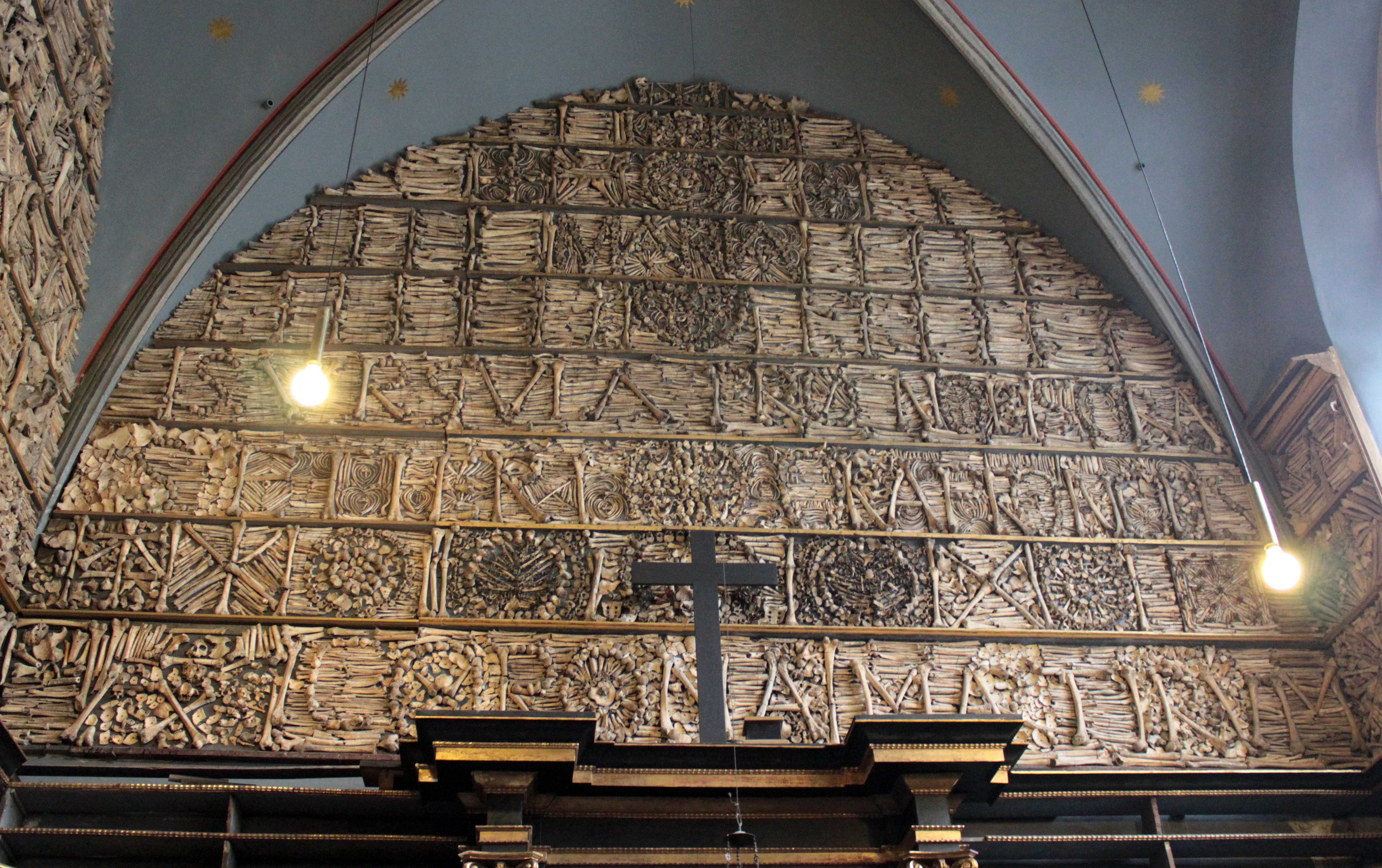

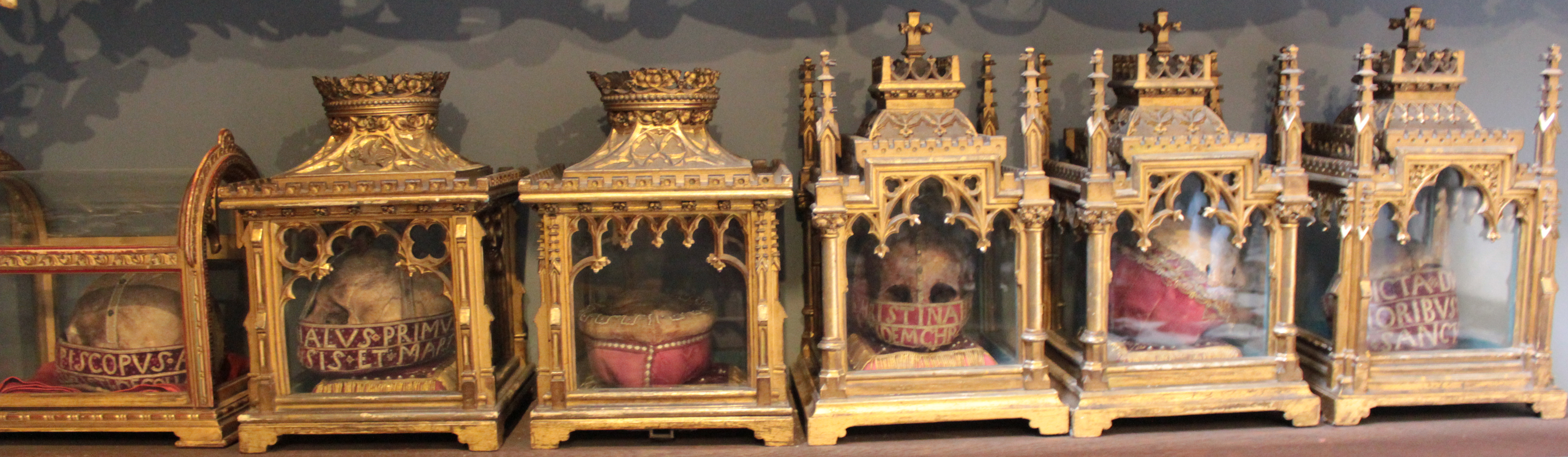
头骨